# Barisha, Huyện Harem
Barisha (tiếng Ả Rập: باريشا, Bārīšā, cũng đánh vần Baricha) là một ngôi làng ở tây bắc Syria, một phần hành chính của Tỉnh Idlib nằm ở phía bắc Idlib. Nó nằm gần biên giới với Thổ Nhĩ Kỳ, trên núi A'la và là một phần của một khu vực được gọi là " Thành phố chết ". Theo Cục Thống kê Trung ương Syria (CBS), Barisha có dân số 1.143 người trong cuộc điều tra dân số năm 2004.
Barish nằm trên khu định cư cổ đại, Dayhis. Có những tàn tích thời kỳ Byzantine đầu tiên bao gồm các tòa nhà dân cư, bể chứa nước, máy ép ô liu và một nhà thờ trong làng.

## Địa lý
Barisha nằm ở quận Harem của tỉnh Idlib thuộc dãy núi Ala gần biên giới Syria với Thổ Nhĩ Kỳ. Nó nằm ở khu vực trung tâm của khối đá vôi phía bắc Syria, khoảng 5 kilômét (3,1 mi)  từ Qalb Loze băng qua một thung lũng. Địa hình karst của đá vôi để lại nhiều hang động nhỏ, một số trong đó là thói quen.
Ngôi làng hiện đại khoảng 500 mét (1.640 ft)  phía bắc của tàn tích. Các tàn tích được bao quanh bởi những lùm ô liu và những mảnh đất nhỏ chủ yếu là lúa mì.